# Pieve Albignola
Pieve Albignola – miejscowość i gmina we Włoszech, w regionie Lombardia, w prowincji Pawia.
Według danych na rok 2004 gminę zamieszkiwało 919 osób, 54,1 os./km².